# Subarktiskt klimat

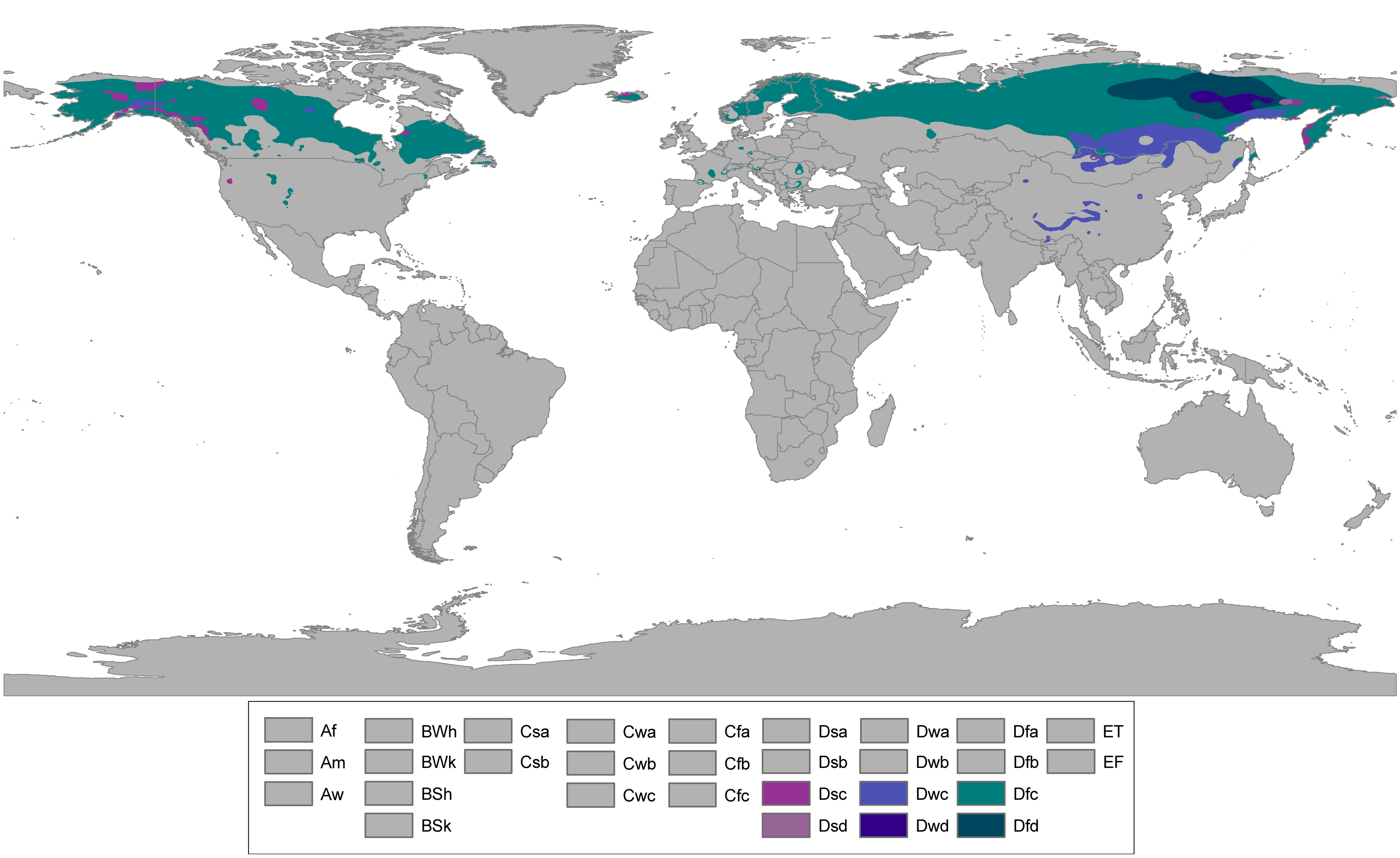
Områden med subarktiskt inlandsklimat enligt Köppen-Geiger-klassificeringen.

Subarktiskt klimat ligger mellan polarklimat och tempererat klimat. Vintrarna är långa och kalla medan somrarna är korta. Maximalt tre månader om året har en medeltemperatur på 10 °C eller över. I Köppens klimatklassifikation representeras klimattypen av Dfc, Dwc, Dsc, Dfd, Dwd och Dsd.

## Subarktiskt inlandsklimat
Stora temperaturskillnader mellan sommar och vinter är karakteristiskt för subarktiskt inlandsklimat. Nordöstra Sibirien utgör det mest extrema exemplet på sådant klimat med vintrar som har temperaturer som inte är långt ifrån dem som uppmätts på Sydpolen samtidigt som sommartemperaturerna är jämförbara med dem som förekommer i centrala Sverige eller till och med varmare.
Det subarktiska klimatet kännetecknas av en sammanhängande vinter med snö och tjäle. I de flesta subarktiska områden råder dock inte permafrost, vilket innebär att tjälen hinner tina varje sommarperiod.
Den norra halvan av Skandinavien har ett subarktiskt klimat. Även något mera sydliga inlandsområden har subarktiskt klimat. Till exempel har Falun subarktiskt klimat, samtidigt som Sundsvall inte har det trots att det ligger tjugo mil längre norrut. Detta har bland annat att göra med att kuststäder får sin temperaturprofil utjämnad av den närliggande vattenmassan (s.k. kustlandsklimat).

## Subarktiskt kustlandsklimat
Är sommaren kort, men vintrarna samtidigt inte är särskilt kalla (ingen månad har en medeltemperatur under -3 °C), är klimattypen subarktiskt kustlandsklimat. Exempel på sådana platser är Reykjavik och Ushuaia, stora delar av Nordnorges kust och Australiska alperna. Somrarna är ofta mycket milda till kyliga när denna klimattyp råder. Åtminstone en månad om året måste ha en medeltemperatur på över 10 °C, annars rör det sig istället om polarklimat.

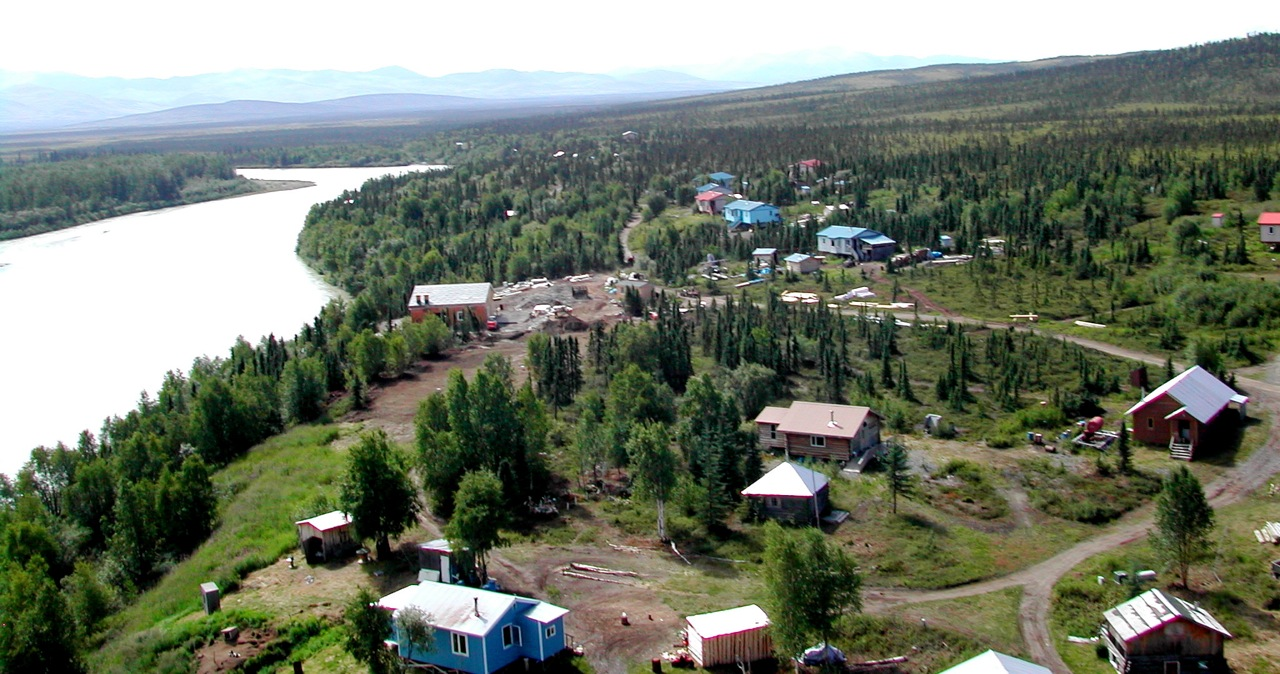
Liten by i subarktiska Alaska. Områden med subarktiskt klimat har relativt låg befolkningstäthet.

## Vegetation i subarktiska områden
Taiga är den dominerande skogstypen i subarktiska områden. I de kyligare subarktiska områdena som gränsar till arktiskt klimat dominerar skogstundran.